# الغريس (المضاربة والعارة)

تعديل مصدري - تعديل

الغريس هي إحدى قرى عزلة المضاربة بمديرية المضاربة والعارة التابعة لمحافظة لحج، بلغ تعداد سكانها 123 نسمة حسب تعداد اليمن لعام 2004.